# Ludwig Stossel
Pour les articles homonymes, voir Stoessel.
Ludwig Stossel, né Ludwig Stössel à Lockenhaus (Autriche ; alors Empire d'Autriche-Hongrie) le 12 février 1883, mort accidentellement à Beverly Hills (Californie, États-Unis) le 29 janvier 1973 est un acteur d'origine autrichienne.

## Biographie
Ludwig Stossel se forme en Autriche puis commence sa carrière en Allemagne, où il participe à plusieurs films de 1926 à 1933. Il retourne alors en Autriche, à la suite de l'accession au pouvoir d'Adolf Hitler et à l'avènement du nazisme, étant de confession juive. Dans son pays natal, il joue dans des films, des pièces de théâtre et divers spectacles  - dont une adaptation filmée de l'opérette de Johann Strauss fils, Une nuit à Venise (Eine Nacht in Venedig), en 1934 -. En 1938, à la suite de l'Anschluss, il est brièvement emprisonné puis parvient à quitter l'Autriche. Après un bref passage par Paris, il arrive à Londres où il participe à deux films.
En 1939, il quitte l'Angleterre pour les États-Unis et s'établit à Hollywood. Il y restera après la Seconde Guerre mondiale et jusqu'à sa mort. Durant cette période américaine, il apparaît dans des films (de 1940 à 1960) et à la télévision (téléfilms, feuilletons et émissions, de 1951 à 1964).
Outre "Stössel" (en Allemagne et Autriche) et "Stossel" (aux États-Unis), son nom est également quelquefois orthographié "Stoessel" ou "Strossel".

## Filmographie partielle

### Au cinéma
- 1926 : In der Heimat, da gibt's ein Wiedershen ! de Leo Mittler et Reinhold Schünzler (son premier film)
- 1929 : Danseuse de corde (Katharina Knie) de Karl Grune
- 1930 : Scandale autour d'Éva (Skandal um Eva) de Georg Wilhelm Pabst (son premier film parlant)
- 1931 : Les Treize Malles de monsieur O. F. (Die Koffer des Herrn O.F.) d'Alexis Granowsky
- 1932 : La Comtesse de Monte-Christo (Die Gräfin von Monte-Christo) de Karl Hartl
- 1933 : Hände aus dem Dunkel, d'Erich Waschneck
- 1933 : Le Testament du docteur Mabuse (Das Testament des Dr Mabuse) de Fritz Lang
- 1934 : Une nuit à Venise (Eine Nacht in Venedig) de Robert Wiene
- 1940 : Four Sons d'Archie Mayo (son premier film aux États-Unis)
- 1940 : The Man I Married d'Irving Pichel
- 1940 : Chantez, dansez, mes belles ! (Dance, Girl, Dance) de Dorothy Arzner
- 1940 : The Flying Squad de Herbert Brenon
- 1941 : Chasse à l'homme (Man Hunt) de Fritz Lang
- 1941 : Marry the Boss's Daughter de Thornton Freeland
- 1941 : Échec à la Gestapo (All Through the Night) de Vincent Sherman
- 1942 : Vainqueur du destin (The Pride of the Yankees) de Sam Wood
- 1942 : La Femme de l'année (Woman of the Year) de George Stevens
- 1942 : La Fièvre de l'or noir (Pittsburgh) de Lewis Seiler
- 1942 : Deux Nigauds détectives (Who Done It?) d'Erle C. Kenton
- 1942 : Crimes sans châtiment (Kings Row) de Sam Wood
- 1943 : The Strange Death of Adolf Hitler de James P. Hogan :
- 1943 : Casablanca de Michael Curtiz (non crédité)
- 1943 : Hitler's Madman de Douglas Sirk
- 1943 : Liens éternels (Hers to Hold) de Frank Ryan
- 1944 : Barbe-Bleue (Bluebeard) d'Edgar George Ulmer
- 1944 : La Passion du docteur Hohner (The Climax) de George Waggner
- 1945 : La Princesse et le Groom (Her Highness and the Bellboy) de Richard Thorpe
- 1945 : Yolanda et le Voleur (Yolanda and the Thief) de Vincente Minnelli
- 1945 : La Maison de Dracula (House of Dracula) d'Erle C. Kenton : Siegfried
- 1945 : Dillinger, l'ennemi public no 1 (Dillinger) de Max Nosseck
- 1946 : Cape et Poignard (Cloak and Dagger) de Fritz Lang
- 1947 : Au carrefour du siècle (The Beginning or the End) de Norman Taurog
- 1947 : Le Souvenir de vos lèvres (This Time for Keeps) de Richard Thorpe
- 1948 : Si bémol et Fa dièse (A Song is born) d'Howard Hawks
- 1949 : Passion fatale (The Great Sinner) de Robert Siodmak
- 1952 : La Veuve joyeuse (The Merry Widow) de Curtis Bernhardt
- 1952 : Le plaisir est pour demain (No Time for Flowers) de Don Siegel
- 1953 : Le soleil brille pour tout le monde (The Sun shines bright) de John Ford
- 1958 : De la Terre à la Lune (From the Earth to the Moon) de Byron Haskin
- 1959 : L'Ange Bleu (The Blue Angel) d'Edward Dmytryk
- 1960 : Café Europa en uniforme (G.I. Blues) de Norman Taurog (son dernier film)

### À la télévision
- 1958 : Man With a Camera
- 1958 : Première série Perry Mason, Saison 1, épisode 37 The Case of the Black-Eyed Blonde, issu du roman Une blonde pour Perry Mason.
- 1959 : Première série Perry Mason, Saison 2, épisode 12 The Case of the Shattered Dream d'Andrew V. McLaglen.